# Phusis dans la philosophie de Martin Heidegger
Pour des articles plus généraux, voir Phusis et Philosophie de Martin Heidegger.
La Phusis (φύσις, traduit ordinairement par « nature ») est un concept philosophique, considéré comme l'un des tout premiers de la pensée grecque. Pour les Présocratiques, le concept originaire désigne, tout ce qui est et advient, la nature, mais non pas au sens moderne, ni même l'ensemble des choses physiques, mais élargie à la dimension la plus large possible : la totalité de ce qui est ou se produit (les événements ou processus), considéré à la fois dans son être et dans son changement ou mouvement,. Un équivalent moderne pourrait être la totalité des phénomènes.
Ce n'est que plus tard, lorsque les Grecs furent plus préoccupés de rationalité et d'efficacité, que le terme phusis a pris le sens restreint de nature et de « milieu environnant », et qu'en parallèle, il s'est vu opposé au concept de nomos, la règle ou la loi, ou au sens collectif l'ensemble des règles ; soit une sorte d'opposition entre choses concrètes et idées abstraites.
Chez les Présocratiques, la phusis ne s'oppose pas encore à la loi, à l'ordre humain, comme le fera plus tard la physique, mais au contraire l'englobe en lui donnant une profondeur et une amplitude dont aucune physique postérieure n'a plus été capable, selon Françoise Dastur,. Chez ces premiers penseurs, la phusis ne s'oppose pas non plus au logos, car comme le note Heidegger, « tous ces thèmes primordiaux avec celui de l'aléthéia s'ouvrent les uns sur les autres et en arrivent presque à s'identifier entre eux ». Ces trois notions mises ici en relation appartiennent au groupe des « paroles fondamentales » distinguées par Marlène Zarader dans son livre,.

## Laphusischez les anciens Grecs
Lorsqu'en philosophe, Heidegger s'interroge sur le sens du mot φύσις / phúsis, c'est sous la contrainte d'une autre interrogation fondamentale qui guide toute sa pensée à savoir celle sur le sens du mot « être ». En grec, « être » se dit εἶναι / eĩnai, mais nous ne savons pas exactement, remarque Heidegger, ce que les Grecs entendaient exactement dans leur temps, par « être », εἶναι / eĩnai. Il se propose d'en rechercher le sens à travers les textes présocratiques et aussi dans la lecture des grands poèmes homériques où le mot phusis paraît être avec logos et alètheia l'un des maîtres-mots, ce qui doit bien avoir un rapport avec le sens de eĩnai. 

### Étymologie du motphusis
Selon Jean Grondin, « son intelligence de la phusis, Heidegger la puise plutôt dans le dictionnaire d'étymologie grecque, le Kluge qui associe la phusis à l'idée de “croissance”, de “jaillissement” : φύσις viendrait du verbe φύω, qui veut dire “engendrer” et par conséquent “faire croître” ». Sauf qu'il ne faut pas penser la croissance à la manière moderne quantitative et continue, mais selon une approche grecque, soit en prenant un exemple traditionnel, la vision d'une rose, son épanouissement subit dans sa beauté propre : nous le ressentons comme une espèce d'irruption et d'avancée sur la scène du monde, d'émergence que souligne le verbe allemand aufgehen, dans cette dimension qui nous est ouverte (perceptible) ; elle y dure un certain temps, elle s'y maintient en s'y déployant, s'offrant ainsi à notre regard. On qualifierait de nos jours cette vision de littéraire, ce qui n'est pourtant que la transcription fidèle du phénomène pour l'observateur, de ce qui se donne originellement au regard,.

### Extension de laphusis
La phusis concerne tout ce qui s'avance, s'épanouit dans l'ouvert, un temps, puis cède la place. Nous, modernes, nous y inclurions, sans difficulté en tout premier lieu la nature et au sens large tout le domaine des choses physiques. C’est pourquoi, la première interprétation/traduction latine du terme phusis a été natura. Or les premiers Grecs avaient une vision bien plus large, puisque pour eux tout appartenait à la phusis, les choses physiques comme aussi les idées, la parole poétique comme la parole de justice, le réel comme le probable ou le possible, les choses « naturelles » comme les œuvres humaines, le divin et les dieux, les choses présentes comme les choses absentes, le passé comme l'avenir, tout le domaine de l'étant était entièrement phusis, et tout obéissait à la loi d'airain du passage transitoire dans l'« ouvert », la loi du logos (voir aussi La parole d'Anaximandre) .
Martin Heidegger nous en donne dans ses études sur Hölderlin un panorama saisissant. « Ici, la phusis déploie sa présence dans l'œuvre humaine et dans l'histoire, dans les constellations et dans les dieux, mais aussi dans les pierres, les plantes et les animaux, dans les fleuves et les tempêtes » et aussi : « L'“omniprésent” ou phusis, φύσις englobe tout dans la pensée grecque, il tient en balance l'opposition des contraires les plus extrêmes, du ciel le plus haut et de l'abîme le plus profond sans qu'aucun n'eux ne s'efface complètement, car jamais le compromis ne se substitue au combat. »
Mais toutes ces choses qui se dévoilaient, les Grecs ne les voyaient jamais comme des choses, là, maintenant installées, ni comme un monde stable, ni comme simplement un monde en mouvement, mais comme faisant irruption, apparaissant et s'épanouissant, pour un temps, hors du retrait, hors du léthé, d'où le nom privatif, vis-à-vis du léthé (l'occulté), de l’ἀλήθεια / álếtheia, fascinés, qu'ils étaient, par une présence, un événement d'être, qu'ils comprenaient à chaque fois comme octroyés, éphémères et toujours recommencés. Tout ce flux, que constituait la φύσις, proprement dite, c'était le débordement de « l'être même grâce auquel seulement l'étant était observable », nous dit Heidegger dans son livre Introduction à la métaphysique ; « le nom propre de l'être » renchérit Jean Grondin,, ce à quoi les Grecs ont eu à faire face, c'est à la surabondance, à l'« afflux de l'être », nous dit par ailleurs Gerard Guest, à laquelle les hommes opposeront une contre-violence organisationnelle qui plus tard, en changeant de perspective, deviendra (annonce du raidissement de la métaphysique) l'οὐσία / oúsía, ce qui « est », ce sur quoi on peut compter, enfin ce qui déclinera dans le concept de « substance », ce qui perdure pour Aristote.
Dès l’origine, phusis, alètheia et logos, sont en rapport intime ; ensemble tous trois participent à cette dynamique cosmique qui fait l'Histoire dans « sa soudaineté et son unicité », sentiment que les Grecs ressentaient au plus profond d'eux-mêmes.

### Essence de laphusis
Marlène Zarader note que c'est après Aristote auquel il consacre le texte « Comment se détermine la “φύσις” ? », auprès de Héraclite, particulièrement les fragments 16 et 123, que Heidegger cherchera le chemin qui lui permettra d'approcher l'essence de la φύσις. Au bout d’une démonstration complexe, et d'un travail minutieux d'interprétation, il se confirme en première détermination, que la φύσις est moins ce qui s'épanouit et demeure dans la présence (le résultat) que le surgissement, l'« émergence » elle-même en tant que telle. Cette idée d'émergence souligne Jean Grondin se retrouve partout chez les grecs (dans les événements du ciel, dans le roulement des vagues, dans la croissance des plantes).
Avec la φύσις, Héraclite, selon Heidegger, nomme ainsi la « perpétuelle éclosion ».
Toujours émergeant et toujours s’épanouissant, la φύσις reste elle-même, en elle-même ; c'est en ce sens qu'elle peut être aussi pensée, comme un combat Πόλεμος / Pólemos chez Héraclite, comme chez Anaximandre, l'autre grand pré-socratique ; comme une lutte entre puissances opposées, celles de la présence et celles de l'absence (puissance de la nuit et du jour, de la famine et de l'abondance, de la guerre et de la paix), aléthéia et phtora, du retrait des étants contre le non retrait, pour leur maintien dans l'ouvert (le non retrait). 
Ce qui guide la démarche de Heidegger c'est l'idée fondamentale que la φύσις n'est pas seulement l'émergence de l'Être, mais que c'est l'Être, lui-même, le nom propre et le plus ancien de l’« Être ».

## Énigmes et paradoxes de laphusis

### Sur une sentence énigmatique de Héraclite
Le fragment 123 d'Héraclite dit : « Φύσις κρύπτεσθαι φιλεῖ » / Phúsis krúptesthai phileĩ, soit « La nature aime à se cacher », selon la traduction de la plupart des interprètes, sentence qui pour nos oreilles modernes serait assez claire et assez évidente (Héraclite aurait constaté poétiquement la pénibilité du savoir et de l'apprentissage). Sans rejeter absolument cette traduction, Heidegger s'attache à en démontrer les insuffisances.
1. Sur le sens tout d'abord qu'il convient de donner au terme de φύσις, qui ne se réduit pas, comme on l'a vu, au domaine de la nature.
2. Si la phusis est une perpétuelle éclosion, il est difficile de concilier cette thèse avec un amour du « se cacher » ; d'ailleurs, Héraclite ne dit nulle part que la φύσις se recouvre aux yeux des hommes, ni qu'elle se ferme à leur intelligence, mais tout simplement qu'« elle aime à se cacher » qui est à prendre selon Heidegger au sens premier, le plus simple et direct.
3. Il ne semble pas non plus que l'on puisse résoudre la contradiction en la pensant séquentielle avec d'abord un épanouissement puis un déclin, le texte d'après Heidegger établit clairement un rapport d'être entre φύσις et κρύπτεσθαι, donc entre phusis et « se cacher »[16].
4. Il ne reste, pour Heidegger, qu'à accepter la contradiction (qui n'est pas encore dans la pensée présocratique la norme du vrai, comme elle le sera après Platon), à ne pas la fuir, mais à suspendre nos représentations habituelles, pour suivre le mode de pensée de ces premiers penseurs et pénétrer ainsi dans la vérité de la phusis[17].

### La co-appartenance du voilement et du dévoilement
Heidegger s'efforce de nous faire penser ensemble voilement et dévoilement. Pour cela, il s'aide de la traduction allemande, qui l'autorise à interpréter le « se cacher » de la sentence, aussi bien comme un s'abriter ; la phusis, aimerait ainsi à s'« abriter » parce qu'à l'abri du voile, le cèlement, l'occultation sont pour elle la garantie du « surgissement » et de l'« éclosion »,.
Cette co-appartenance entre l'éclosion et l'occultation n'est pas un jeu dialectique, ni une simple apposition de contraires, mais, comme nous le précise Heidegger, une dynamique propre qui nous force à penser l'occultation et le non-être comme une part essentielle de la phusis (la nuit du jour, la guerre de la paix, la disette de l'abondance), qui seule lui garantit d'être ce qu'elle est. Dans cette pensée originaire, le non-être est constitutif de l'être, et c'est ceci qui est pensé dans la sentence énigmatique héraclitéenne, vue plus haut, ainsi que dans le statut du dire et de la parole dans les temps archaïques.

### La parole ambiguë
Avec le statut de la parole mantique dans la Grèce archaïque nous avons confirmation de cette co-appartenance originaire de l'être et du non-être dans la phusis. Comme le décrit Marcel Détienne au niveau des plus anciennes manifestations de la vérité, la parole qui la prend en charge, qu'elle soit parole prophétique, poétique ou parole de justice, n'est pas dans son essence distincte des autres réalités, elle est puissance et en tant que telle revêtue des attributs divins. Dans la bouche du dieu, du devin ou du poète accompagnée ou non d'une gestuelle symbolique, elle est en elle-même efficace et s'insère dans le champ de la phusis. La parole chargée d'efficacité n'est pas séparée de sa réalisation; elle est d'emblée une réalité, une réalisation, une action.
À ce type de parole réalisante s'opposent les paroles sans réalisation, dépourvues d'efficace, Au sein même de la vérité se cache la tromperie ou simplement l'impuissance, telle celle dont souffre Cassandre, prophétesse de vérité, dépourvue du talent de convaincre, dépourvue de peitho. Comme accompagnée de peitho ou d’apaté (paroles ensorceleuses d'Aphrodite), la parole est dans la pensée archaïque une puissance ambivalente, à la fois négative et positive. La vérité bordée d’apaté dépourvue de peitho est toujours trouble, à double sens, et il n'y a pas d’aléthéia sans une part de léthé. La négativité, l'oubli, l'apparence ou la tromperie le pseudé appartiennent à l'être.

## L'éclatement de laphusis

### De laphusisàaléthéia
Très tôt la phusis s'expose selon une double perspective : selon l'émergence, mais aussi selon le couple d'opposés dévoilement-recouvrement que désigne le terme privatif d’aléthéia, qui, au sens de « hors retrait » (Unverborgenheit en allemand) que lui donne Heidegger, accentue l'idée d'une résistance et d'un combat qu'il a trouvé chez Héraclite. De l'identification progressive de la phusis, que Heidegger conçoit comme étendue à l'ensemble de l'étant avec aléthéia naît l'idée surprenante, que le voilement, la non-vérité, en termes modernes appartient à l'essence même de la phusis, donc à l'essence de l'« être ».

### La scission entre «être» et «résultat»
À partir de Platon, l'intuition héraclitéenne de l'unité essentielle entre ce qui « apparaît » et l'« apparaître » se perd. La pensée aura progressivement tendance à ne s'intéresser qu'à l'étant en ignorant dorénavant la dynamique conflictuelle et « polémique » qui est à la base de son surgissement.

### La scission entre «être» et «pensée»
Jean Grondin suggère que l'idée d'émergence s'accompagne notamment en allemand avec le verbe aufgehen de l'idée d'un regard auprès duquel l'émergence est constatée ; ce que Heidegger conteste absolument, car pour les premiers penseurs grecs l'émergence est à prendre au sens strict pour la phusis, au sens d'un auto-déploiement, d'un « se poser » soi-même, et qu'il est essentiel de la comprendre ainsi. La critique porte d'autant moins qu'elle présuppose une identité entre le pensée contemporaine et la pensée archaïque qui est étrangère à l'idée même de représentation et ignore les concepts. La parole archaïque (de vérité, poétique ou de justice) ne représente rien, elle est un étant au même titre que les autres.
Cette divergence, entre pensée et être, rappelle Jean Grondin prend source non pas au niveau d'une identité originaire, mais comme le souligne Heidegger d'une coappartenance, où c'est l'être, la phusis qui appelle et sollicite la pensée qui le recueille. Par la suite, c'est l'inverse qui aura lieu et la pensée qui soumettra l'« être » à son joug, ce qui sera pour Heidegger une perversion grave de conséquence pour l'homme lui-même.

## Le drame de laphusis
La qualification de « drame » à propos de la mutation de la phusis revient à Jean Grondin, là où Gerard Guest dans ses conférences va jusqu'à parler d'« effondrement » et de « catastrophe » et dont l'étape décisive fut la « scission entre la pensée et l'être ».
Pour Heidegger, cette scission était inévitable, car l'émergence de la phusis présuppose recueillement de ce qui se tient de soi-même dans la lumière et ce recueillement est, et ne peut être, que l'œuvre du logos, situation, qui à terme, signera sa pré-éminence dans le jeu complexe des deux phénomènes. Le Logos devenant un pouvoir de l'homme, compris comme « animal rational », soumettra progressivement tout l'étant à son joug. La rigueur même et l'implacabilité d'un tel destin, qui tient à l'essence même de la phusis rend selon Jean Grondin utopique l'ambition de Heidegger d'une répétition créatrice du commencement qu'il entreprend après l’Introduction à la métaphysique.

## La phusis dans la pensée moderne
À travers les développements de l'œuvre du philosophe Maurice Merleau-Ponty et notamment du concept de Chair du monde , la perception grecque sous la forme de la phusis paraît retrouver des couleurs. Le monde perçu phénoménologiquement semble déjouer les catégories que nous sommes enclins à lui attribuer (substance, plénitude, positivité), la cause en serait « que son mode d'être n'est pas celui de la réalité substantielle mais bien du devenir ; il n'existe pas de manière statique, comme un étant, mais de manière dynamique comme un mouvement [...] On ne peut mieux dire que le fondement ne doit plus être recherché du côté de la substance mais du devenir, que le sens le plus profond du monde est donc à situer du côté de la « Physis» grecque », écrit Renaud Barbaras.